# Уникнутий перетин

Уникання пересікання в двостановій системі. Пересікання рівнів немає при зростанні параметра. Без зовнішнього збурення рівні перетиналися б, якщо стан початкової системи був би виродженим, тобто коли.

Уникнутий перетин (англ. avoided crossing) — поняття стосується випадку, коли в рамках наближення Борна — Оппенгеймера розглядаються енергетичні зміни двох електронних станів при неперервній зміні геометрії в русі системи по шляху реакції, і означає квантово-механічну резонансну стабілізацію перехідного стану. У багатьох випадках при неперервній зміні геометрії молекул під час реакції два електронні стани Борна — Оппенгеймера змінюють порядок свого взаємного розташування за їх енергіями. У такому процесі є певна точка, де їх енергії можуть стати рівними (поверхні перетинаються), або що вони розташовуються відносно близько одна від одної (тоді вони уникнули перетину). Якщо електронні стани мають однакову симетрію, то перетин поверхні завжди уникається в діатомній і, як правило, уникається в багатоатомній молекулярній частинці . Характеризується різницею між енергією, котра відповідає точці перетину двох потенціальних кривих на діаграмі стану, та висотою бар'єра реакції, де врахована енергія резонансної стабілізації активованого комплексу.